# Якутович Георгій В'ячеславович
Георгі́й Вя́чеславович Якуто́вич (14 лютого 1930, Київ — 5 вересня 2000, Київ) — український митець-графік, ілюстратор, майстер ліногравюри, ксилографії та офорту, художник кіно.
Заслужений діяч мистецтв УРСР (1968), Народний художник УРСР (1990), Член-кореспондент Академії мистецтв СРСР (1988), професор Академії мистецтв України (1995). Член Національної спілки художників України, лауреат Державної премії України ім. Т. Г. Шевченка (1983, 1991).

## Біографія
Народився в 1930 році в родині військового в Києві. Родина часто переїжджала з місця на місце, тому назад до України сім'я повернулася вже після Другої світової війни. У Києві Георгій вступає до художньої школи, що визначає його творчий шлях у майбутньому. 1948-го року Якутович розпочинає навчання на графічному факультеті Київського державного художнього інституту в майстерні Іларіона Плещинського. Вчителем художника-графіка був і Василь Касіян.
Під час навчання знайомиться зі своєю майбутнєю дружиною — художницею Олександрою Павловською. 1952 року в подружжя народжується син Сергій Якутович, а у 1958 — Дмитро Якутович. Обидва сини згодом також стали художниками.
З 1961 року викладав у Київському художньому інституті, куди його запросили після смерті професора Іларіона Плещинського. Викладання не тривало довго: через півтора року Якутович залишає університет у знак протесту проти звільнення Григорія Гавриленка, одного з найближчих друзів Якутовича. Георгій продовжив викладацьку діяльність вже з 1993 року.

## Творчість
Георгій Якутович працював переважно над книжковою графікою, подекуди займався станковою графікою та був художником-постановником фільмів.

Поштовхом для перших мистецьких концепцій для художника стала виставка мексиканської графіки на Шостому всесвітньому фестивалі молоді й студентів у Москві (1957), де виставлявся й Дієго Рівера. У той самий час Георгій захоплювався творчістю бойчукістів, що не віталося в Радянському Союзі. Великим авторитетом для Якутовича завжди був Володимир Фаворський. 

Георгій Якутович. Іванко та Чугайстир. Ілюстрація до повісті М. Коцюбинського «Тіні забутих предків». 1966, дереворит

У якості своєї аспірантської роботи (1957) художник обрав ілюстрування книги Михайла Коцюбинського «Fata Morgana». Твори були тепло прийняті тогочасною критикою. Саме у шістдесяті роки Якутович розпочинає створення робіт, які високо оцінюють у мистецьких колах: ліногравюри «Аркан» (1959) та «Є у мене топір, топір…» (1963), ілюстрації для ряду книг:
- М. Білий та В. Грабовецький «Як Довбуш карав панів» (1960);
- дитячі казки «Про бідного парубка та Марка багатого», «Про липку і зажерливу бабу» (1961);
- Іван Кочерга «Ярослав Мудрий» та «Свіччине весілля» (1963);
- Марія Пригара «Козак Голота» (1966);
- Михайло Коцюбинський «Тіні забутих предків» (1967).

Оформлення книги «Тіні забутих предків» планувалося Якутовичем понад десять років. На зацікавлення темою впливала, зокрема, велика зацікавленість художника в Карпатах і гуцульській культурі. Перед тим, як проілюструвати повість, Якутович став художником-постановником у фільмі Сергія Параджанова «Тіні забутих предків». Саме після роботою над кінострічкою Георгій Якутович остаточно надихнувся на створення дереворитів до твору Коцюбинського. Книгу високо оцінило мистецьке коло, як приклад гармонійного та ансамблевого вирішення оформлення видання.
Після цього художник і далі продовжує розробку книжкових ілюстрацій:
- Максим Рильський «Сонети» (1969);
- Дмитро Павличко «Золоторогий олень» (1970);
- Іван Франко «Захар Беркут» (1972);
- «Слово о полку Ігоревім» (1977);
- Василь Стефаник «Кленові листки» (1978);
- «Повість минулих літ» (1981);
- Микола Гоголь «Вій» (1985)

Крім книжкової графіки, створив окремі гравюри на історичні теми: «Іван Вишенський», «Олег Гориславич» тощо, а також цикли на теми українських народних казок, старовинної української музики, листівки на мотиви українських народних пісень.
У 1970—1971 році був художником-постановником фільму Леоніда Осики «Захар Беркут».
Якутович ішов до опанування фольклорними джерелами мистецтва стрімкіше за всіх інших своїх колег. Надміру критичний до себе, безкомпромісний і вимогливий у творчих питаннях він неодноразово говорив про те, як складно перейти від академічного мислення до народного. Ігор Шаров зазначає, що митець стверджував, що наблизився до фольклору за допомогою мистецтва Мексики. Через усвідомлення близькості живописної самобутності монументаліста Дієго Рівери з творчими принципами Бойчука. Якутович відкрив для себе не лише зміст концепції бойчукістів, а сутність того, що було першоджерелом самого Бойчука — наївну і водночас мудру фольклорну образотворчість. Під чарівністю цього культурного шару руйнувалися залишки академічної нормативності.
Починаючи з кінця 1960-х років розпочав серію «Люди села Дземброня», яку продовжував розвивати до кінця своєї творчості. Персонажами циклу стали його знайомі та друзі з села Дземброня на Гуцульщині, куди Якутович приїжджав майже кожного року.
З 1990-х років художник звернувся до абстрактніших форм мистецтва.
Єдина прижиттєва виставка робіт Якутовича відбулася в останній рік життя художника у 2000-му році.

## Фільмографія
Художник-постановник у фільмах:
- «Тіні забутих предків» (1965, у співавт.),
- «Захар Беркут» (1971).

Був мистецьким консультантом стрічок «Камінний хрест» (1968, у співавт. з К. Стефаник), «Гетьманські клейноди» (1993).

## Джерела та література

Могила Георгія Якутовича